# Borbála Tóth Harsányi
Borbála Tóth Harsányi, née le 8 août 1946 à Debrecen, est une handballeuse internationale hongroise. 
Avec l'équipe de Hongrie, elle est troisième du Championnat du monde 1971 et participe aux Jeux olympiques de 1976 où elle remporte une médaille de bronze. 

## Palmarès en équipe nationale
- Jeux olympiques d'été
  -  médaille de bronze aux Jeux olympiques de 1976

- Championnat du monde
  -  troisième du Championnat du monde 1971